# Horst Rippert
Horst Rippert (24 maggio 1922 – Wiesbaden, 19 aprile 2013) è stato un aviatore e giornalista tedesco.

## Biografia
Fratello maggiore del cantante folk Ivan Rebroff (1931-2008),
divenne pilota di caccia nel 1941. In Francia (soprattutto ad Avignone, Orange e Marsiglia), ha poi volato con un Messerschmitt Bf 109.
In un'intervista al Frankfurter Allgemeine Zeitung del 2008 ha rivelato che sua nonna era ebrea, ma questo fatto non fu mai un problema nelle forze armate. Registrò un totale di 28 vittorie, ha ricevuto la Croce di ferro di Cavaliere e la Deutsches Kreuz. Gli hanno sparato due volte ma si è salvato in entrambe. Ha concluso la guerra come tenente. La concessione della Croce di Ferro è documentata solo nella letteratura, lo stesso vale per la promozione a tenente.
Il 31 luglio 1944, a sud est di Marsiglia, sul Mar Mediterraneo abbatté il Lockheed P-38 Lightning pilotato da Antoine de Saint-Exupéry. Rippert, nel 2008, ha confessato l'abbattimento dell'aereo, sottolineando: "Se avessi saputo chi era su quell'aereo, non avrei sparato. Non su questo uomo" ("Hätte ich gewusst, wer im Flugzeug saß, hätte ich nicht geschossen. Nicht auf diesen Mann").
Dopo la guerra, Horst Rippert ha studiato ed è diventato un giornalista nell'NDR. Dal 1962 lavorò a ZDF, di cui sosteneva di essere stato il primo dipendente; lì ha lavorato come giornalista sportivo.
Morì a 90 anni, il 19 aprile 2013.